# Laoküla (przystanek kolejowy)
Laoküla (est.: Laoküla raudteepeatus) – przystanek kolejowy w Laoküla, w prowincji Harjumaa, w Estonii, wybudowany w 1962. Stacja znajduje się na szerokotorowej linii Keila – Paldiski, 43,5 km od dworca kolejowego w Tallinnie. Obsługiwany jest przez pociągi elektryczne Eesti Liinirongid.
W czerwcu 2010 roku otwarto nowy peron o wysokości 550 mm i długości 30 m.

## Linie kolejowe
- Keila – Paldiski